# Euphaedra rezia
Euphaedra rezia là một loài bướm thuộc họ Nymphalidae. Nó phân bố Cameroon, Gabon, Cộng hòa Congo và có khả năng có ở Nigeria. Nó sinh sống ở rừng.

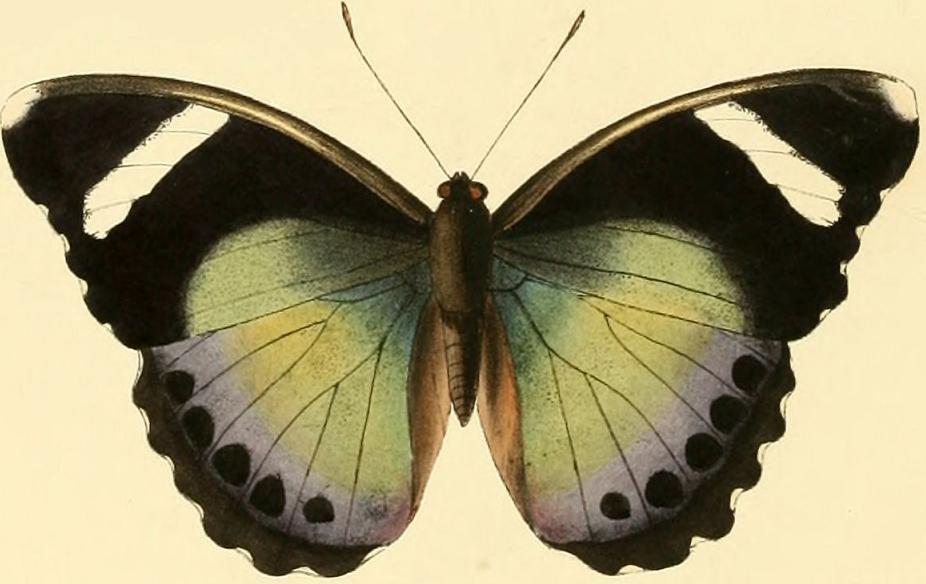